# Canet d'Adri
Canet d'Adri és un municipi i un poble que forma part de la comarca del Gironès.

## Geografia
- Llista de topònims de Canet d'Adri (Orografia: muntanyes, serres, collades, indrets..; hidrografia: rius, fonts...; edificis: cases, masies, esglésies, etc).

El terme municipal té una extensió de 45 km² i el poble es troba a 217 metres d'altitud, el punt més alt del municipi és el cim de Rocacorba amb 985 m. d'altura, amb els seus contraforts meridionals que separen el pla de Girona de la vall alta de la riera de Llémena, on hi ha el nucli més important de vulcanisme del Gironès, els principals afloraments del qual són els puigs d'Adri, de la Banya del Boc i Moner. El Puig d'Adri (o de Montcal) té diversos cràters, connectats amb els de Montbò i Montcal, amb dos corrents de lava que s'escorren cap al sud-est, al llarg de les rieres de Gàrrep i de Pedrola, més avall de la riera d'Adri; el Puig de la Banya del Boc és un aflorament volcànic situat sobre una falla, a cavall del contacte normal de l'eocè i del paleozoic. El cràter és a la banda del nord del puig, situat al serrat de Boratuna, a la part meridional del terme; la lava que projecta es troba estesa cap a l'est i, molt especialment, cap al sud, on arriba a la vall de Llémena passant per la parròquia de Llorà, ja en el terme de Sant Martí de Llémena. Puig Moner, en terme de Sant Martí, és situat entre Granollers de Rocacorba i Canet d'Adri. Ubicat en la zona de contacte amb les comarques de la Garrotxa i la Selva. Es troba a 15 km de Girona, per la carretera en direcció a les Planes d'Hostoles i un cop passat el poble de Sant Gregori.

## Comunicacions
Per la vall d'Adri hi passa una carretera local que, des de més amunt del poble de Canet, corrent entre les rieres de Canet i de Pedrola, s'uneix, ja fora del terme municipal, amb una carretera local que, des de Girona, per la vall de Llémena arriba fins a les Planes d'Hostoles, a la Garrotxa.

## L'agricultura
La major part del territori és muntanyós, densament poblat de boscs d'alzines, pins i roures, amb pasturatges als vessants més baixos de les muntanyes. L'agricultura de secà produeix els cereals tradicionals, blat, civada i ordi. Al regadiu, que aprofita l'aigua de la riera de Canet, es conrea blat de moro, llegums, patates i hortalisses. Hi ha bestiar boví, porcí i oví i granges avícoles.

## El terme
A més del poble de Canet d'Adri, té agregats els antics nuclis d'Adri, Biert, Montbó, Montcal i Rocacorba. Tots aquests antics pobles van ser incorporats al municipi de Canet el 1846, de resultes de la reducció del número de municipis.
És drenat pel Revardit, afluent del Terri, que conforma el límit nord-oriental del terme amb el de Camós per la riera de Rocacorba, que coincideix en un bon tros amb el límit occidental amb Sant Martí de Llémena, i per la riera de Canet, formada per les de Rocacorba i d'Adri, afluent per l'esquerra de la riera de Llémena. El terme afronta al nord-est, per la serra de Portelles i Puigsesarques (866 m alt.), amb Sant Miquel de Campmajor, i per la serra de Pujarnol, amb el municipi de Porqueres. Al sud-oest, pel collet de l'Escaleta el serrat de Boratuna, on hi ha la cova de Boratuna, que dona nom al serrat, amb Sant Martí de Llémena. A migdia limita amb Sant Gregori, i a llevant, pel puig de Sant Dalmau i el torrent de Riudellenques, termeneja amb Palol de Revardit.

## El poble i els agregats
El poble de Canet d'Adri és situat prop de la confluència de les rieres d'Adri i de Rocacorba, a 241 m. alt. Es compon d'unes quantes cases agrupades entorn a l'església parroquial de Sant Vicenç, mentre la majoria del poblament és disseminat. El lloc és documentat com a parròquia ja al segle xi, quan apareix com a Sant Vicenç d'Adri (Sancti Vincentii de Adrio) el 1078 en la venda d'un alou situat en aquesta parròquia, les afrontacions del qual són a llevant i a migdia el Riu-sec i la riera de Tornavells, respectivament, a ponent la vila rural de Canet i a septentrió la vila rural Folliana. El 1184 ja apareix com a Sant Vicenç de Canet en el testament de Dolça, senyora de la vall d'Hostoles, que feu una deixa a aquesta parròquia. L'església és romànica, de tres naus, separades per grans arcades, absis i absidioles amb arcuacions i bandes llombardes, del segle xi. Va ser modificada al segle xvi, amb una torre campanar damunt la nau i fent nova la porta. Té adossada una torre de planta quadrada. El 1698 era lloc reial.
A septentrió del cap de municipi s'hi aixeca el poble d'Adri, amb la seva església parroquial de Sant Llorenç, que centra un poblament majoritàriament disseminat. A 297 m d'altitud, és situat entre les rieres de Gàrrep i de Pedrola, prop d'un dels dos cràters del puig d'Adri, que és l'aflorament volcànic més important del Gironès per l'abundància de material basàltic i l'acumulació de greda. La seva església és romànica, del segle xii, d'una sola nau amb capelles afegides posteriorment, absis amb fris de dent de serra, campanar quadrat damunt el costat de ponent i porta amb arquivoltes sostingudes per columnes amb capitells ornats, un amb un ocell i un cap humà i l'altre amb una figura de bisbe i un dibuix geomètric. El 16987 era lloc reial.
A la part oriental del terme hi ha el poble de Montbò, a la dreta de la riera de Riudellenques. La seva església dedicada a Sant Joan, avui mig abandonada tot i ser una obra protegida com a bé cultural d'interès local, era sufragània de la parròquia de Montcal. És un edifici romànic d'una sola nau, coberta amb volta de canó, i absis semicircular. A ponent té una torre campanar damunt la porta, adovellada.
El poble de Montcal o Montcald és situat a llevant del cap de municipi, al nord-oest del poble de Sant Medir, del municipi de Sant Gregori, on hi hagué l'emplaçament primitiu del monestir d'Amer. La seva església parroquial és dedicada a Santa Cecília; romànica d'una sola nau, coberta amb volta apuntada, ampliada amb una nau gòtica a migdia i a septentrió amb una capella i una sagristia. Absis semicircular. Damunt la nau hi ha una torre campanar amb torres geminades, amb mainell de capitells trapezials. El 1698 era lloc reial.
Biert és un petit poble més amunt d'Adri que té l'església romànica de Sant Martí de Biert, consagrada l'any 1116. Diu Botet i Sisó que al segle X era possessió del Monestir de Sant Feliu de Guíxols. Després va passar a ser lloc reial.
L'antic poble de Rocacorba és situat a 929 m d'altitud; en un penyal que culmina el massís de Rocacorba; el poble és centrat per les ruïnes de l'antic castell de Rocacorba i l'església parroquial de Santa Maria. El castell és esmentat des del 1065 i va ser infeudat pel rei als cavallers Roccacorba el 1130, els quals el vengueren el 1168 als Hostoles, posteriorment passà als Cartellà, als Santjulià de Revardit i als Rocabertí. Esdevingué centre de la baronia de Rocacorba, el primer titular de la qual, Jofre de Rocacorba, la vengué el 1402 a Blanca Despou, senyora de la Sala de Sant Martí i muller de Pere Galceran de Cartellà. Durant la guerra contra Joan II, aquest a donar el castell a Francesc de Verntallat, però a la darreria del segle X el castell passà als Montagut, i posteriorment als Vallgornera i als Baldric.
L'església de Mare de Déu de Rocacorba és esmentada el 1161; inicialment fou l'església del castell i quan aquest a decaure (segles XIV-XV) va ser transformada en santuari marià. L'edifici actual és del segle XVVIII; s'hi venera una copia de l'antiga imatge gòtica de la Mare de Déu de la Pera, d'alabastre policromat que es conserva al Museu Diocesà de Girona. És un lloc molt visitat pels devots de la comarca gironina.
| Entitat de població | Habitants (2024) |
| Canet d'Adri        | 426              |
| Montcal             | 132              |
| Montbó              | 100              |
| Adri                | 67               |
| Biert               | 19               |
| Rocacorba           | 0                |
| Font: Idescat       |                  |

## Demografia
La vall d'Adri ha estat densament poblada, ja des d'antic, en el qual poblament hi contribuïren, potser, els monjos de Sant Medir, que hi tingueren possessions durant els segles IX i X. El fogatjament devers l'any 1380 registra 29 focs a Canet, quasi tots eclesiàstics (consulteu gràfic).
| 1497 f | 1515 f | 1553 f | 1717 | 1787 | 1857  | 1877  | 1887  | 1900 | 1910 |
| ------ | ------ | ------ | ---- | ---- | ----- | ----- | ----- | ---- | ---- |
| 79     | 71     | 68     | 647  | 596  | 1.355 | 1.130 | 1.118 | 985  | 974  |

| 1920  | 1930  | 1940  | 1950 | 1960 | 1970 | 1981 | 1990 | 1992 | 1994 |
| ----- | ----- | ----- | ---- | ---- | ---- | ---- | ---- | ---- | ---- |
| 1.141 | 1.091 | 1.007 | 971  | 806  | 528  | 437  | 473  | 468  | 468  |

| 1996 | 1998 | 2000 | 2002 | 2004 | 2006 | 2008 | 2010 | 2012 | 2014 |
| ---- | ---- | ---- | ---- | ---- | ---- | ---- | ---- | ---- | ---- |
| 503  | 519  | 519  | 527  | 538  | 576  | 601  | 618  | 624  | 644  |

| 2016 | 2018 | 2020 | 2022 | 2024 | 2026 | 2028 | 2030 | 2032 | 2034 |
| ---- | ---- | ---- | ---- | ---- | ---- | ---- | ---- | ---- | ---- |
| 702  | 708  | 729  | 750  | 744  | -    | -    | -    | -    | -    |

Com tantes d'altres poblacions, Canet d'Adri, des de fa una cinquantena d'anys, ha sofert emigració per motius laborals vers la ciutat de Girona o d'altres nuclis industrials. Algunes cases de pagès han romàs deshabitades, però algunes altres s'han recuperat com a segona residència per part de ciutadans gironins sobretot.